# Mathieu III de Trie
Mathieu III de Trie, (? -26 novembre 1344) seigneur d'Araines, de Vaumain et autres, maréchal de France. Il est le fils de Renaud de Trie, seigneur de Vaumain qui fut tué à la bataille de Courtrai en 1302.

## Biographie
Il est le premier fils de Renaud de Trie, seigneur de Fontenay, de Vaumain et autre et de Jeanne Hodenc.
Il succéda à Jean de Beaumont comme maréchal de France, vers 1320 et assista, en 1322, au sacre du roi Charles le Bel et qui le nomma l'un de ses exécuteurs testamentaires.
Il accompagna le comte de Valois dans la conquête de la Guyenne. En 1325, il commanda un corps de troupe contre les Flamands. 
En 1328, il assiste au sacre de Philippe de Valois effectué par son frère Guillaume de Trie. À sa mort en 1334, ce dernier lègue ses biens à Mathieu.

En 1344 il fut nommé commissaire et envoyé à Cambrai pour régler les différends qu'il y avait entre Louis comte de Flandre et Jean duc de Brabant au sujet de la ville de Malines.
Membre de la Ligue des seigneurs normands, il offrit en 1339 à Philippe de Valois de mettre sur pied un corps de quatre mille gentilshommes et quarante mille hommes pour la conquête de l’Angleterre. 
Dans la campagne de Flandre de 1340, il commandait l’armée sous Philippe de Valois. Il ravagea le pays puis s’enferma dans Tournai qu’assiégeait Édouard III. La paix mit fin au siège. 
En 1342, il est fait lieutenant-général par les frontières de Flandre.
Il meurt le 26 novembre 1344, comblé de gloire et d’honneurs. 
Robert de Waurin lui succédera comme maréchal de France.

## Mariage et descendance
Maison de Trie, branche de Fontenay
Marié en premières noces à Jeanne dame d'Airaines, veuve de Raoul de Soissons, il épouse en secondes noces, le 2 septembre 1332 Ide Mauvoisin-Rosny veuve de Jean III comte de Dreux et fille de Gui IV, seigneur de Rosny, et de Laure de Ponthieu.
Il meurt sans postérité.